# MSAS
MSAS（エムサス、運輸多目的衛星用衛星航法補強システム、英: Michibiki-based Satellite Augmentation System）は日本の静止衛星型衛星航法補強システム（SBAS）。地上の電子基準点で計測したGPSの測位誤差情報を基に、みちびき3号機を経由してGPSの誤差を補正する信号を航空機に提供する。GPS単独測位に比べて測位性能が向上した。

## 運用

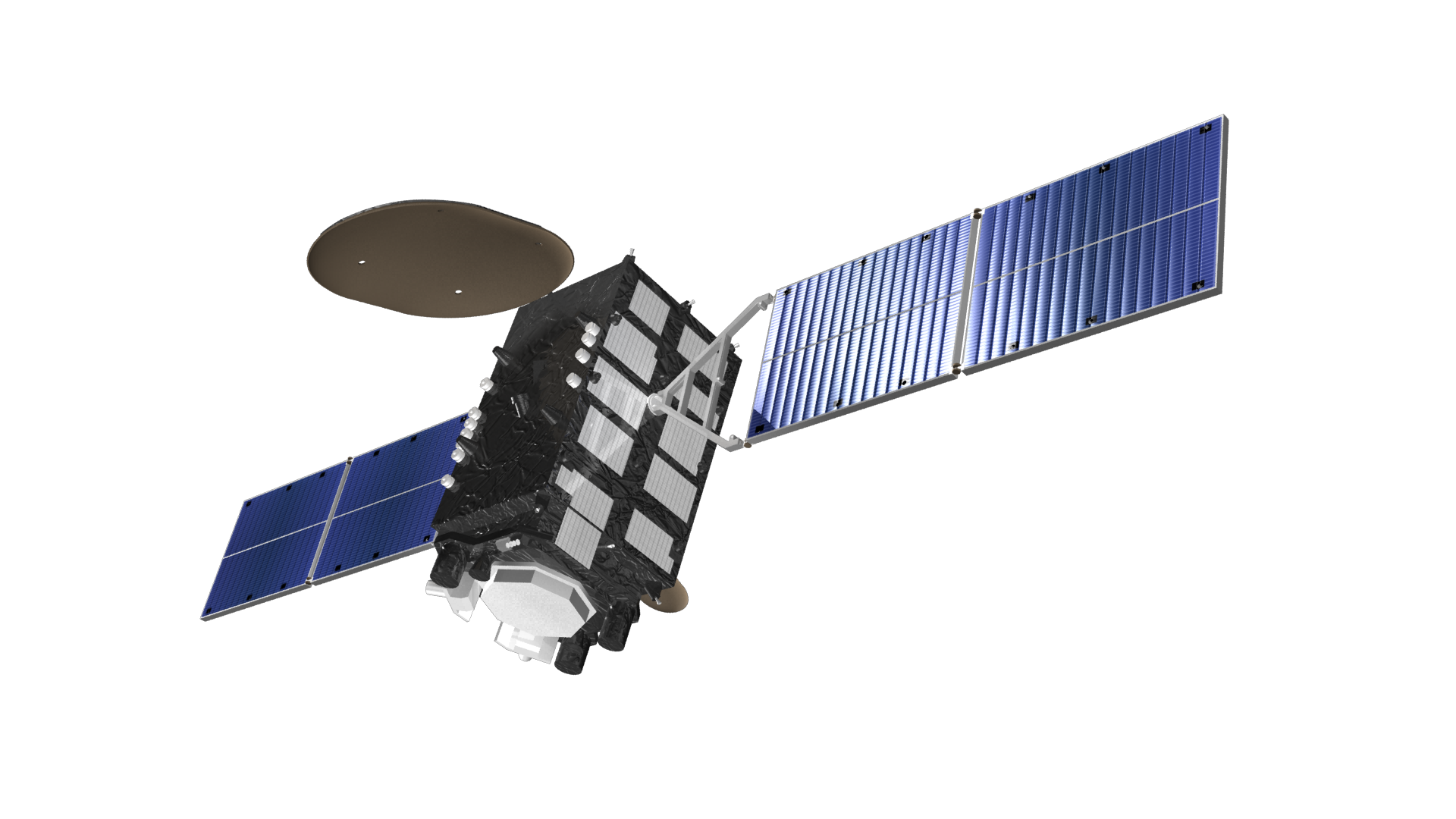
みちびき3号機（QZS-3）

2005年2月26日にMTSAT-1Rが、2006年2月18日にはMTSAT-2がそれぞれH-IIAロケットにより打ち上げられた。MSASはシステムの確認、および最適化のため様々な試験を重ね、2007年9月27日に試験信号から正式な信号への切換を行い、MSASの供用が開始された。2016年末にMTSAT-1Rが運用を終了した。運輸多目的衛星運用終了後のSBAS機能については、準天頂衛星システムの静止軌道衛星（みちびき3号機）から2020年4月より配信中。
| 衛星     | NMEA / PRN番号      | 経度  | 状態   |
| -------- | ------------------- | ----- | ------ |
| MTSAT-1R | NMEA #42 / PRN #129 | 140°E | 終了   |
| MTSAT-2  | NMEA #50 / PRN #137 | 145°E | 終了   |
| QZS-3    | NMEA #50 / PRN #137 | 127°E | 運用中 |

地上局として、国内13箇所に設置されているSLAS監視局を使い、常陸太田にある主統制局（MCS)から衛星にデータを送っている。MCSのバックアップ局（TMC)が所沢にある。
MSASは当初、En Route（航空路）～ NPA（Non-Precision Approach）(非精密進入）の対応のみだったが、2023年からLPV（Localizer performance with vertical guidance)の試行を始めている。
今後打ち上げ予定のみちびき6号機・7号機を使用した3機体制や、ICAOで新たに規格化されたL5 SBASへの対応が計画されている。

## 機能
- インテグリティ機能

GPSを監視し、99.99999％の確率で保証する誤差範囲情報（保護レベル）を提供する。
- レンジング機能

MTSATをGPS同様の測位衛星として常に利用可能となり、信頼性が向上する。
- ディファレンシャル機能

誤差補正値を提供し、GPS単独で20m程度の精度（水平方向）が数m以内の精度に改善される。

## 他国のSBAS
- アメリカ合衆国：WAAS（Wide Area Augmentation System）
- 欧州：EGNOS（European Geostationary-Satellite Navigation Overlay Service）

など。